# Chenogne
 (août 2024).
Chenogne (en wallon : Dj'none) est un hameau de la commune belge de Vaux-sur-Sûre située en Région wallonne dans la province de Luxembourg.
Mande-Sainte-Marie est un hameau qui prend la forme d'une rue unique en impasse attenante à Chenogne. Les habitants considèrent au quotidien l'ensemble comme un seul village.

## Géographie

### Situation
Chenogne et Mande-Sainte-Marie occupent la partie la plus au nord de la commune de Vaux-sur-Sûre. Le hameau se situe à 6 km de l’échangeur routier entre l'autoroute A26/E25 et la route nationale 4 et à environ 8 km à l'ouest du centre de Bastogne.
Chenogne est implantée dans un petit vallon où l'altitude varie entre 480 et 500 m.
La localité est prolongée au sud-ouest par le petit hameau de Mande-Sainte-Marie et son unique rue en impasse.

### Hydrographie
Chenogne est traversé par un petit cours d’eau de moins de 2 km de long qui se nomme simplement « ruisseau de Chenogne ». Il prend sa source en bas du village quelques centaines de mètres en amont de l’église, le traverse de part en part le long de l’ancienne voie du tram et continue de la suivre en contrebas de Mande-Sainte-Marie pour ensuite se jeter dans le Brul, venant de Poisson-Moulin, 100 mètres plus loin. Il se jettera ensuite dans le Laval, un affluent de l’Ourthe occidentale.
Contrairement au sud de la commune traversé par la Sûre, qui lui a donné son nom, qui fait partie du bassin versant du Rhin, le nord fait partie de celui de la Meuse.

### Paysage
Le paysage est celui du Haut-Plateau de l’Ardenne centrale. Le relief est légèrement vallonné et très ouvert, surtout occupé par des prairies et prés de fauche. Il est parsemé de massifs boisés fragmentés, essentiellement du résineux avec toutefois de nombreux feuillus à l’intérieur du village.

## Histoire

### Toponymie
Il y a plusieurs hypothèses se rejoignant quant à l'origine et la signification de « Chenogne ». Le nom dériverait de kinumnjô qui signifie « endroit planté de pins ». Émile Tandel mentionne une autre origine : Chen désignerait un « terrain à chênes » et ogne une « habitation ». La première est préférée à A. Carnoy pour considérer, à l'instar d'autres noms de lieu comme Voorhout, Voorne, Veurne, Turnhout, etc. qui sont dérivés des différents mots germaniques signifiant « pin » que les grands conifères sont indigènes en Belgique.
Mande viendrait de l’ancien français mandre « masure » avec une église dédiée à sainte Marie.

### Église-mère Sainte-Marie
Mande-Sainte-Marie aurait été un relais et lieu de garnison sur la voie romaine Reims-Cologne, une église-mère catholique y aurait été érigée dès le VIIe siècle, devenue paroisse dès 1243 : les villages alentour dépendait d'elle et leurs défunts y étaient enterrés. Elle aurait eu à l'origine plus d'importance que Bastogne et à son âge d'or au XVe siècle sous les ducs de Bourgogne, le prêtre y serait secondé par des vicaires. Au fil du temps, son rayonnement diminue au XVIIe siècle au profit de Sibret et Morhet. C’est en 1877 que la paroisse sera démembrée et déplacée à Chenogne. L’église-mère avait été restaurée en 1870 et pourtant détruite en 1893. Elle sera remplacée en 1938 par la chapelle actuelle.

### Épidémie de peste
Plusieurs épidémies de peste noire ont affecté durablement l’Europe, notamment vers 1348 et vers 1636. La population de Mande-Sainte-Marie et des alentours a été décimée et a déserté au profit de villages voisins. On dit que Chenogne aurait été créé à la suite de l'épidémie. Mais si la population de Mande-Sainte-Marie chute drastiquement, le village ne disparaîtra pas au contraire d’autres tels que Mesy ou Loupville (ancien siège de la commune).

### Bataille des Ardennes
Durant la bataille des Ardennes, le village fut particulièrement touché. Sur les 32 maisons que comptait Chenogne, 31 furent complètement anéanties ce qui lui vaudra le surnom de « Village le plus détruit de Belgique » car en pourcentage, 96%, aucune autre localité n'a été aussi touchée.
En décembre 1944, les Allemands lancent l'offensive von Rundstedt. Les habitants du village, qui étaient pour la plupart des familles de paysans, pensaient que la guerre étaient finie et qu'ils y avaient échappé, ont été très surpris quand les Allemands débarquèrent.
Après une nuit de Noël bruyamment fêtée par les Allemands, les combats prirent une tournure particulièrement violente dans la journée du 29 décembre jusqu'au premier janvier 1945. Le village a d'abord été bombardé par les Américains pour préparer le terrain avant que les deux armées s'affrontent soutenues par leurs artilleries.
Deux groupes d'habitants ont quitté le village dans la brume et la neige de la fin d'après-midi pour se réfugier dans un hameau proche, ils se sont fait mitrailler mais encore aujourd'hui on ne sait pas quelle armée a tiré.
Les Américains et les Allemands se disputèrent âprement le village presque maison par maison. Des civils se terrèrent dans les caves ou sous les ruines parfois jusqu'à 5 jours durant. Il y eut 23 civils, dont les noms sont gravés sur un monument aux morts situé à la place du tram ainsi que sur la piéta de l’ancien cimetière de Sibret, et près de 400 animaux tués dans ce hameau. Il n'y eut que 13 survivants.
Face à cette catastrophe, l’État belge a fait construire de nombreux "baraquements" en bois à la hâte pour abriter les familles de manière provisoire jusqu'à la reconstruction.

### Le massacre de Chenogne
Le 1 janvier 1945, 60 prisonniers de guerre de la Wehrmacht furent exécutés par des Forces armées des États-Unis dans le village.

## Administration

### Communes
Les deux villages ont changé plusieurs fois de mairie sur les derniers siècles. Il est en compliqué de dater clairement les changements dans le travail de Emile Tandel.
En 1469, le dénombrement de la prévôte de Bastogne mentionne que Chenogne et Mande-Sainte-Maire font partie de la Mairie de Loupville (écrit "Lonville" ou "Louille") avec Remience, "Morhay", Gérimont, Acul, Chisogne, Rechimont, "Hubemont", Renuamont, Millaumont, Brul, Senonchamps, "La Vazalle", "Obruy", Houmont, "Magry", Magerotte, Millomont. Elle renseigne également "y ait quinze maisons sur lesqueles monsieur ait la hauteur et une desdits maisons doit servir darmes et de cheval" pour Chenogne et "une maison sans la maison de prebstre, laquelle maison doibt servir d’armes et de chevalz" Mande-Sainte-Marie.
En 1759, Chenogne et Mande-Sainte-Marie sont dénombrés dans la Seigneurie d'Isle-la-Hesse.
En 1775, Chenogne est mentionné dans la commune de Sibret.
En 1793, Chenogne devient une Agence de canton.
En 1795, Chenogne perd ce statut et rejoint la commune de Mande-Sainte-Marie avec Lavaselle et Senonchamps.
En 1823, Mande-Sainte-Marie fusionne avec Sibret qui comprend Flohamont, Jodenville, Poisson-Moulin, Renapré, Villeroux, plus Isle-les-Prés détaché de la ville de Bastogne.
En 1977, Sibret fusionne avec Hompré, Juseret et Vaux-sur-Sûre pour former la commune actuelle.

### Canton de Chenogne
En l’an III (1er juillet 1795), la Belgique est annexée par la République française et une réorganisation administrative est mise en place. Les provinces actuelles deviennent des départements français et changent de noms. Des nouveaux cantons voient le jour pour regrouper une population de minimum 5 000 habitants et certains ensemble de communes regroupent parfois jusqu’à 40 villages.
Chenogne est érigé en Agence du Département des Forêts regroupant les villages des communes suivantes (en date de l'année 1795) : Amberloup, Bertogne (sans Compogne), Flamierge, Longchamps, Morhet, Sibret, Tillet.
En l’An V (1797), Chenogne perd ce statut et est intégrée dans la canton de Bastogne (An V), puis Neufchâteau (An VIII), puis Sibret (An X) qui ensuite gagna en compétences allouées.

## Population

### Gentilé
Il existe deux termes pour qualifier le gentilé selon que l'habitant est né dans le village : Chenognais ; ou s'il s'y est installé : Chenognard.

### Evolution démographique
En 1469, 15 maisons sont recensées à Chenogne et 6 à Mande-Sainte-Marie.
En 1793, la population est constituée comme suit : 15 maisons, 29 laboureurs, 1 charron pour Chenogne. 6 maisons, 2 laboureurs, 2 membres du clergé séculier pour Mande-Sainte-Marie.
En 1817, la population de la Commune de Mande-Sainte-Marie est de 187 personnes.
En 1891, Chenogne compte 135 habitants, 28 maisons, 29 feux, 22 granges, et 30 écuries. Mande-Sainte-Marie compte 15 habitants, 2 maisons, 2 feux, 1 grange et 2 écuries.
---
En 2016, Chenogne compte 142 habitants et Mande-Sainte-Marie 74.
En juin 2022, Chenogne compte 142 habitants et Mande-Sainte-Marie 109.

## Patrimoine
L'église Saint-André a été construite en 1888 en moellons de grès et toiture en ardoises. Elle fut fortement endommagée en 1944 et restaurée en 1948 par Léon Lamy. Le clocher est désaxé par rapport à la nef. L'édifice religieux jouxte le cimetière en légère pente comprenant de nombreuses croix et dalles funéraires anciennes. Photos
Au bout du hameau de Mande-Sainte-Marie, la Chapelle "Notre-Dame-des-sept-Douleurs" a été érigé dans un enclos arboré en 1938 sur le site d'une ancienne église (détruite en 1893) et est entourée de quelques anciennes pierres tombales en schiste (XVIIIe et XIXe siècles), art funéraire typiquement ardennais. À la suite du tiraillement entre Chenogne et les sections de Lavaselle, Mande-Sainte-Marie et Poisson Moulin le transfert de la paroisse se fit vers Chenogne en 1877. Les matériaux de l'ancienne église de Mande-Sainte-Marie furent partagés entre ces quatre villages au prorata du nombre d'habitants.
Le visage du village a fort changé après la Seconde Guerre mondiale. 31 maisons ont été détruites sur 32 et tout a été reconstruit depuis. Certaines maisons ont gardé leur cachet typiquement ardennais.

Un "baraquement" en bois construit après la Seconde Guerre mondiale pour servir à abriter les familles subsistent. C'est le dernier de la région. 

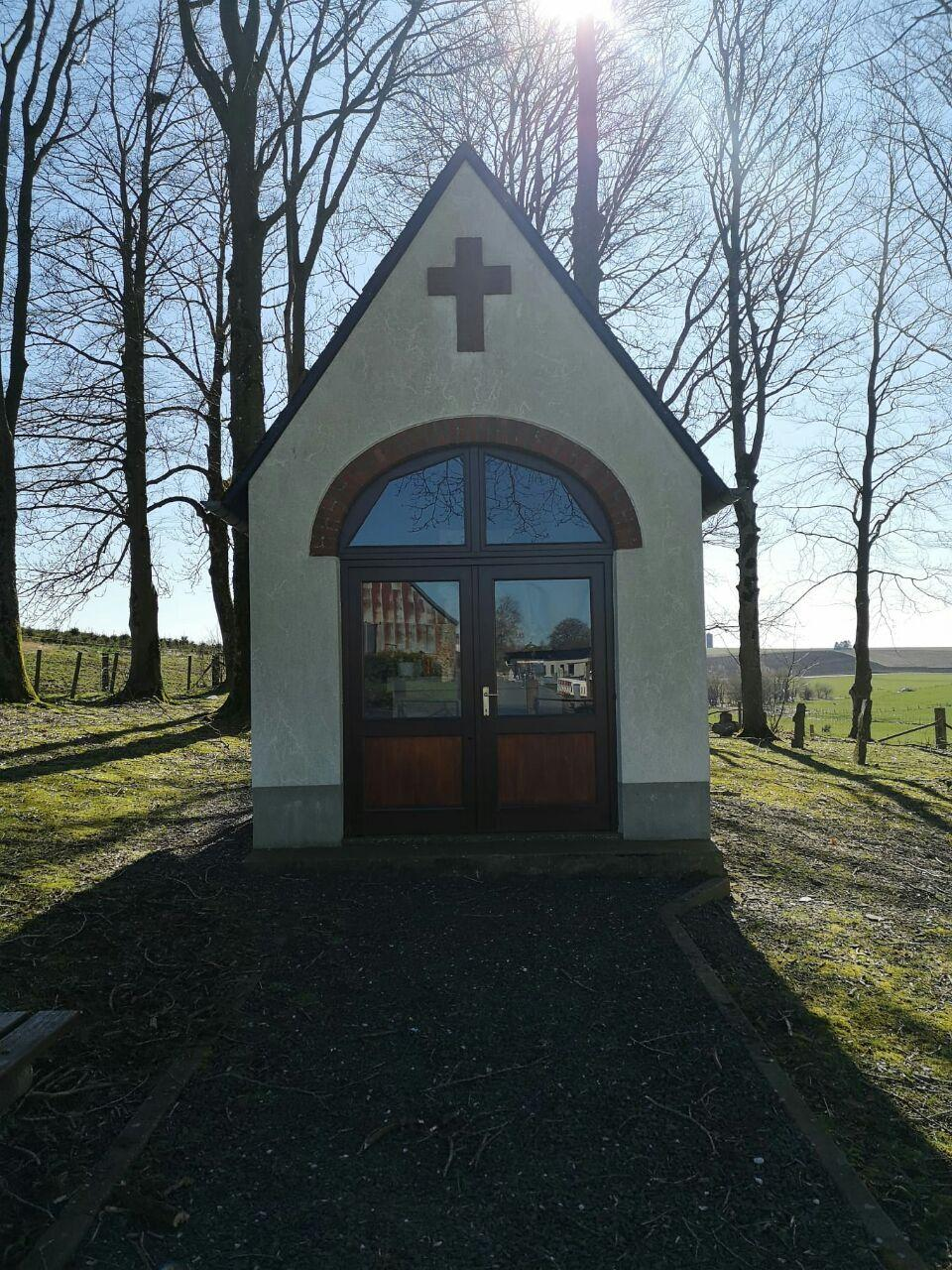
Chapelle de Mande-Sainte-Marie au milieu de son cimetière.
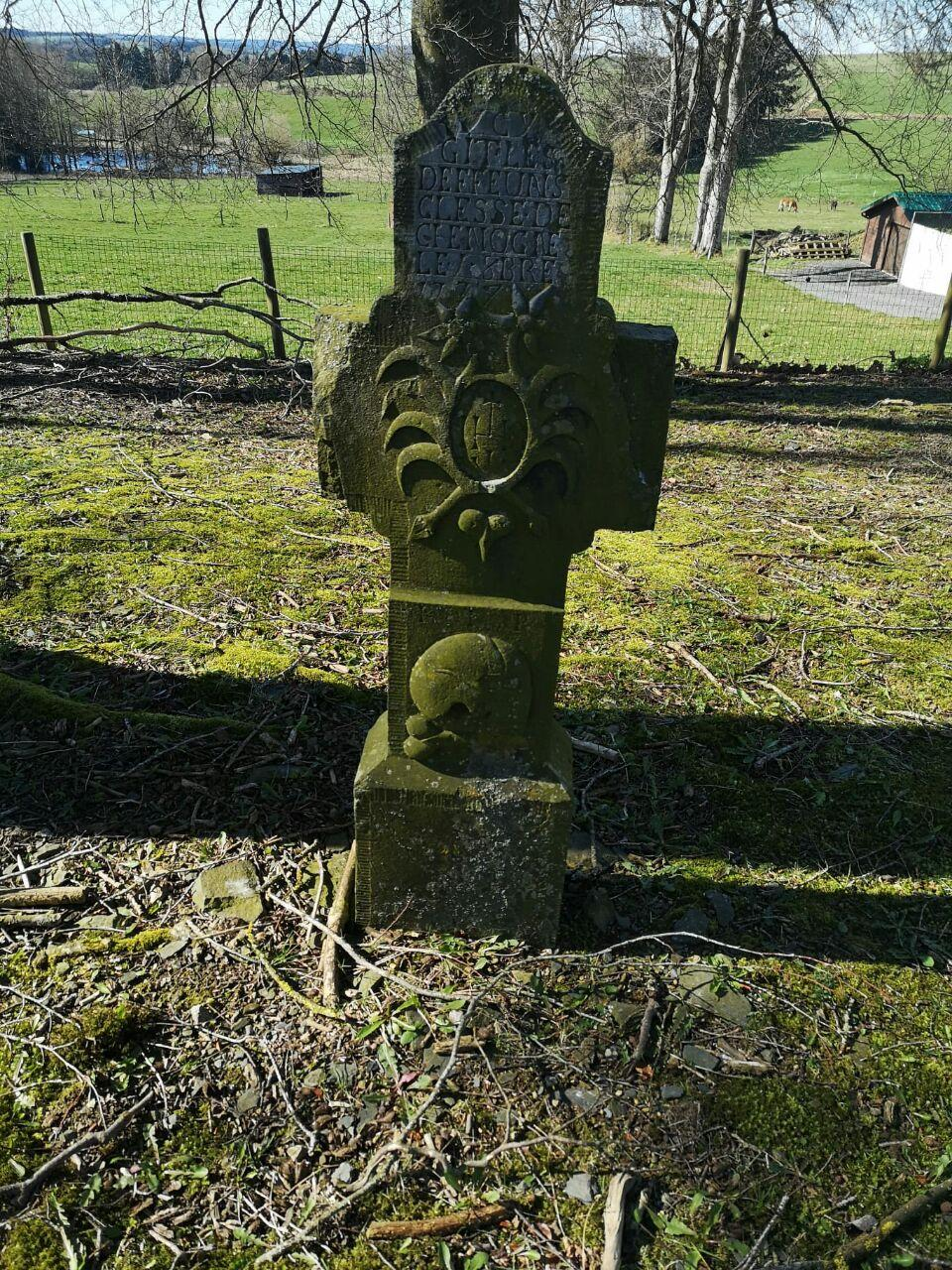
Pierre Tombale datant de 1777 dans le cimetière de Mande-Sainte-Marie

## Transport

### Bus
Le village est desservi par la ligne 1 Marche-en-Famenne-Bastogne du TEC Namur-Luxembourg. Ainsi que par le réseau de bus à la demande 'Telbus'.

### Tram
Au début du XXe siècle, le transport des personnes et des marchandises se voit facilité par la mise en service de la ligne SNCV 516 Marche-Marloie-Bastogne-Martelange-Arlon. Le tram effectuait trois allers-retours par jour. L'arrêt était rudimentaire et ne comportait pas d'abri. Au sortir de la Seconde Guerre mondiale, le tram a encore circulé quelques années. Puis un service de bus, circulant simultanément, a été mis en place. Au milieu des années 1950, celui-ci supplantera le tram et la voie sera démantelée. L'arrêt est aujourd'hui réaménagé en plaine de jeux et le parcours qui longe le ruisseau est devenu un parcours de balade. Photos

## Activités
Le village conserve en partie ses origines paysannes et l'activité agricole compte une demi-dizaine de fermes toujours en activité.
Chenogne possède des chambres d'hôtes.
La salle du village porte le nom de "Al Golette" ce qui signifierait en wallon "L’Assoiffé".